# Agusta AZ.8L
Agusta AZ.8L či Agusta-Zappata AZ.8L byl prototyp italského dopravního letounu, který poprvé vzlétl 9. června 1958. Jednalo se o konvenčně řešený dolnoplošník celokovové konstrukce s příďovým podvozkem. Projekt navazoval na dřívější návrh konstruktéra Filippo Zappaty, dvoumotorový AZ.1.
Poté, co AZ.8L nedokázal získat pozornost potenciálních zákazníků, společnost Agusta typ opustila aby se mohla soustředit na program výroby vrtulníků, zejména nový Zappatův projekt A.101.

## Uživatelé
- Itálie
  - Aeronautica Militare[2]

## Specifikace

### Technické údaje
- Osádka: 2
- Kapacita: 26 pasažérů
- Délka: 19,44 m
- Rozpětí: 25,5 m
- Nosná plocha: 66,8 m²
- Výška: 6,66 m
- Hmotnost prázdného stroje: 7 100 kg
- Vzletová hmotnost: 11 300 kg
- Pohonná jednotka: 4 × devítiválcový vzduchem chlazený hvězdicový motor Alvis Leonides 503/2
- Výkon pohonné jednotky: 400 kW (536,4 hp)
- Vrtule: třílisté plynule stavitelné

### Výkony
- Maximální rychlost: 427 km/h
- Dolet: 2500 km
- Praktický dostup: 7 500 m
- Stoupavost: 5 m/s